# Seguros Ocaso
Ocaso S.A. Cía. de Seguros y Reaseguros es una empresa española de seguros. Fue fundada en 1920 por Ramón D'Ortega y Hervella. Tiene su sede social en Madrid.

## Características
Ocaso es una de las empresas con mayor presencia en el ramo de decesos en España, según el ranking de ICEA de 2015, habiéndose asimilado su nombre a esta tipología de seguro entre las personas de mayor edad. 
La compañía opera de forma independiente, sin estar vinculada a una entidad financiera (banco, caja de ahorros...) o una multinacional del seguro.
Su logotipo inicial era un sol poniéndose sobre el mar, y puede apreciarse en sus edificios principales. A finales de los 90 lo simplifica pasando al diseño estilizado, ocasionalmente recogido en un cuadrado de bordes redondeados que utiliza en la actualidad. En 2007 potencia una campaña publicitaria con soles en miniatura para difundir su nuevo eslogan, «El Sol de la tranquilidad», que la compañía sigue utilizando hasta hoy.
El Grupo Ocaso está formado por dos sociedades: Ocaso S.A. de Seguros y Reaseguros y Eterna Aseguradora S.A. Compañía de Seguros y Reaseguros.
En 2015, la firma A.M. Best, especialista en análisis y calificación de la solvencia y capacidad financiera de las empresas aseguradoras, le otorgó la calificación de A (Excelente).
La empresa tiene varias sedes reseñables: la social de la calle Princesa (neoclásica), Madrid; la sede regional para la Comunidad de Madrid en el edificio también neoclásico de la calle de Carranza, Madrid; la sede regional de Andalucía en la calle Alisios, Sevilla; la sede regional de Galicia en la calle Cantón Pequeño, La Coruña; la sede de Santander (neoclásica) y la sede regional de Cataluña en la Gran Vía de les Corts Catalanes, Barcelona.
En 1988 abre una filial para operar directamente en el Reino Unido. Opera en el ramo tradicional de Decesos (asistencia familiar integral, entre otros), Ramos Personales (accidentes, multivida, ahorro, protección  a autónomos, planes de pensiones y previsión social, etc.) y en los Ramos Generales (hogar, comunidades, comercio, responsabilidad civil...).

## Problemas legales y mediáticos

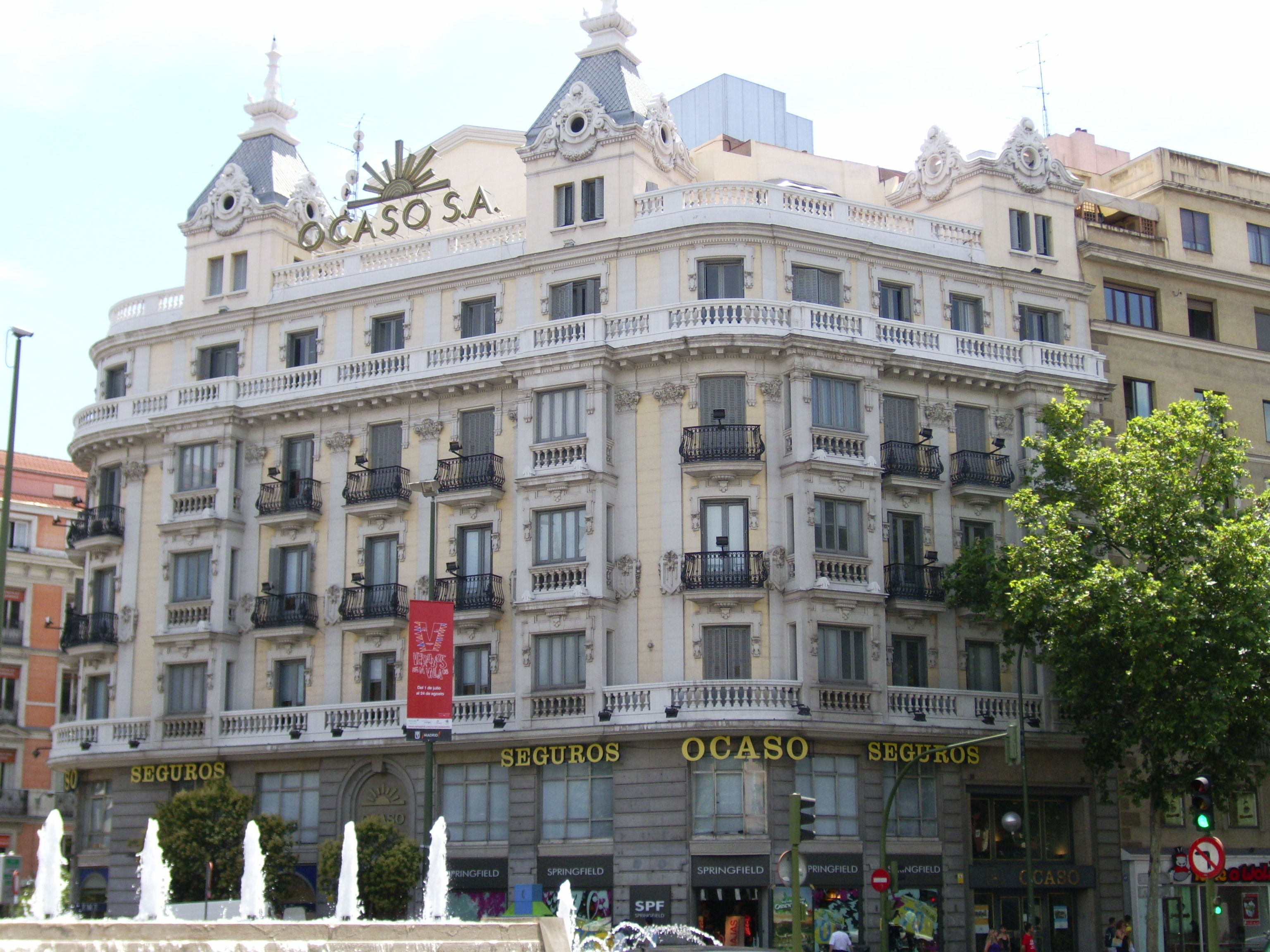
Edificio en la Glorieta de Bilbao.

Cuatro directivos de Ocaso fueron imputados en 2008 por un caso de cohecho para cambiar el uso de su sede de la calle Princesa, en Madrid.
En julio de 2015, un juzgado de Madrid solicitó la apertura del procedimiento oral contra 32 funcionarios y empresarios acusados de formar parte de una trama que sobornaba a trabajadores públicos del Ayuntamiento de Madrid a cambio de licencias para locales de ocio y comercio, según recogieron diversos medios nacionales.
La Audiencia Provincial de Madrid en fecha 19 de junio de 2017 dictó sentencia que absolvía a todos los acusados, incluidos los cuatro directivos de Ocaso, de todos los delitos de los que les acusaban el Ministerio Fiscal y el letrado del Ayuntamiento de Madrid, los cuales recurrieron ante el Tribunal Supremo dicha decisión de la Audiencia. 
El Tribunal Supremo, en sentencia de 27 de junio de 2018 desestimó estos recursos de casación, por lo que la sentencia absolutoria para los directivos de Ocaso pasó a ser firme y definitiva.